# Hans en Grietje (Efteling)
Hans en Grietje is een uitbeelding van het sprookje Hans en Grietje in het Sprookjesbos in het Nederlandse attractiepark de Efteling. Het is het dertiende sprookje op de route door het Sprookjesbos en ligt tussen de De Wolf en de Zeven Geitjes en Vrouw Holle. 

## Uitbeelding

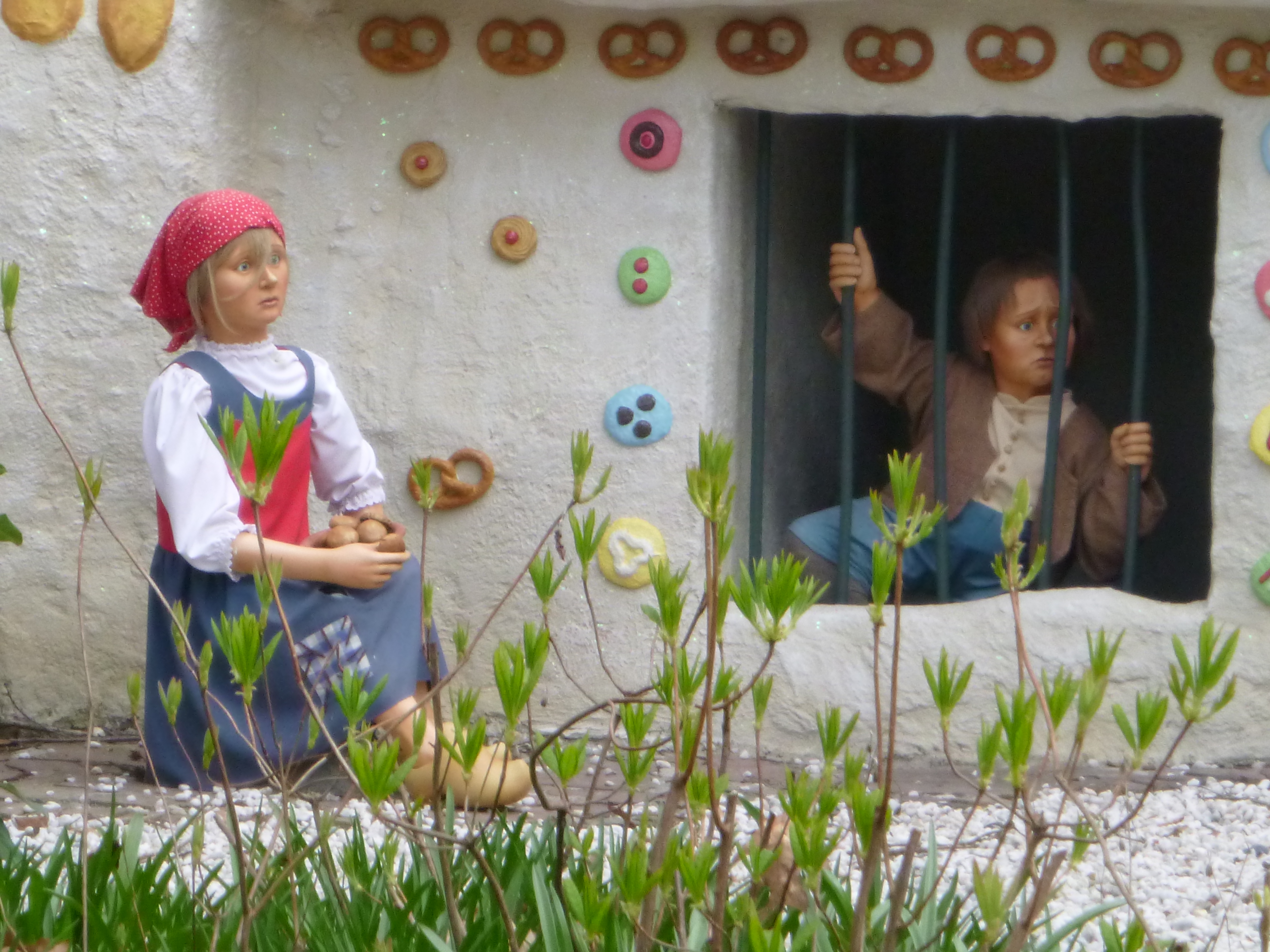
Hans zit opgesloten en Grietje zit bij hem in de voortuin.

Het sprookje bestaat uit het huis van de Heks vormgegeven als snoephuis. De muren zijn wit, de dakpannen van pannenkoeken en op de muren is ook snoepgoed bevestigd. Rondom het snoephuis staan een aantal taarten en een snoepfontein. Bij het tuinhek is een zoete geur ruikbaar. Aan de rechterzijde zit Grietje in de tuin. Hans zit gevangen in een uitbouw van het snoephuis achter de tralies. Naast de uitbouw staat een oven. Wanneer een bezoeker de hendel van het tuinhek beweegt worden drie elementen geactiveerd. Allereerst is een fluitende vogel hoorbaar, gevolgd door het geluid van een zwarte kat die in een gat links naast de voordeur verschijnt. Tot slot schuift een raamluik van de voordeur opzij, waarna het wiegende gezicht van de heks verschijnt die de zin: “Knibbel, knabbel, knuisje. Wie knabbelt er aan mijn huisje?” uitspreekt. De stem van de heks is ingesproken door Wieteke van Dort. Tegenover het tafereel staat een sprookjesboek dat in vier talen het verhaal van Hans en Grietje uitlegt.

## Geschiedenis

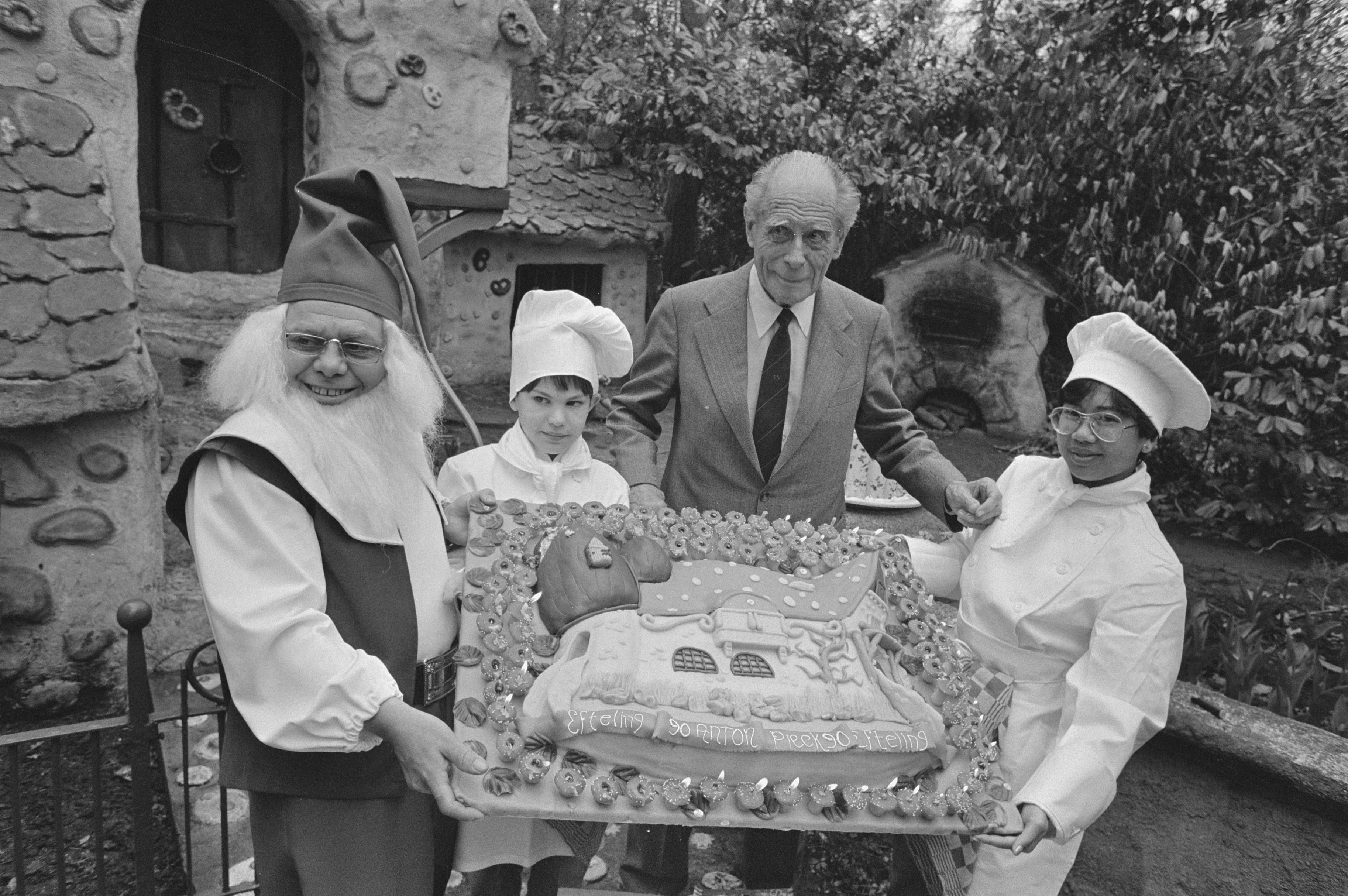
Anton Pieck bij de opening van het sprookje.

## Geschiedenis[1]

### Bouw en opening
In 1954 wordt gestart met de bouw van het kijktafereel dat gebaseerd is op ontwerpen van Anton Pieck. Het huis van de heks wordt gebouwd op houten palen. Het huis zelf is van steengaas. Voor de uitbeelding van Hans en Grietje worden statische beelden gebruikt. Ook het raamluik was nog niet vierkant, maar had de vorm van een hart. Op 18 juni 1955 wordt Hans en Grietje, in het bijzijn van Anton Pieck, geopend voor bezoekers.

### Latere aanpassingen

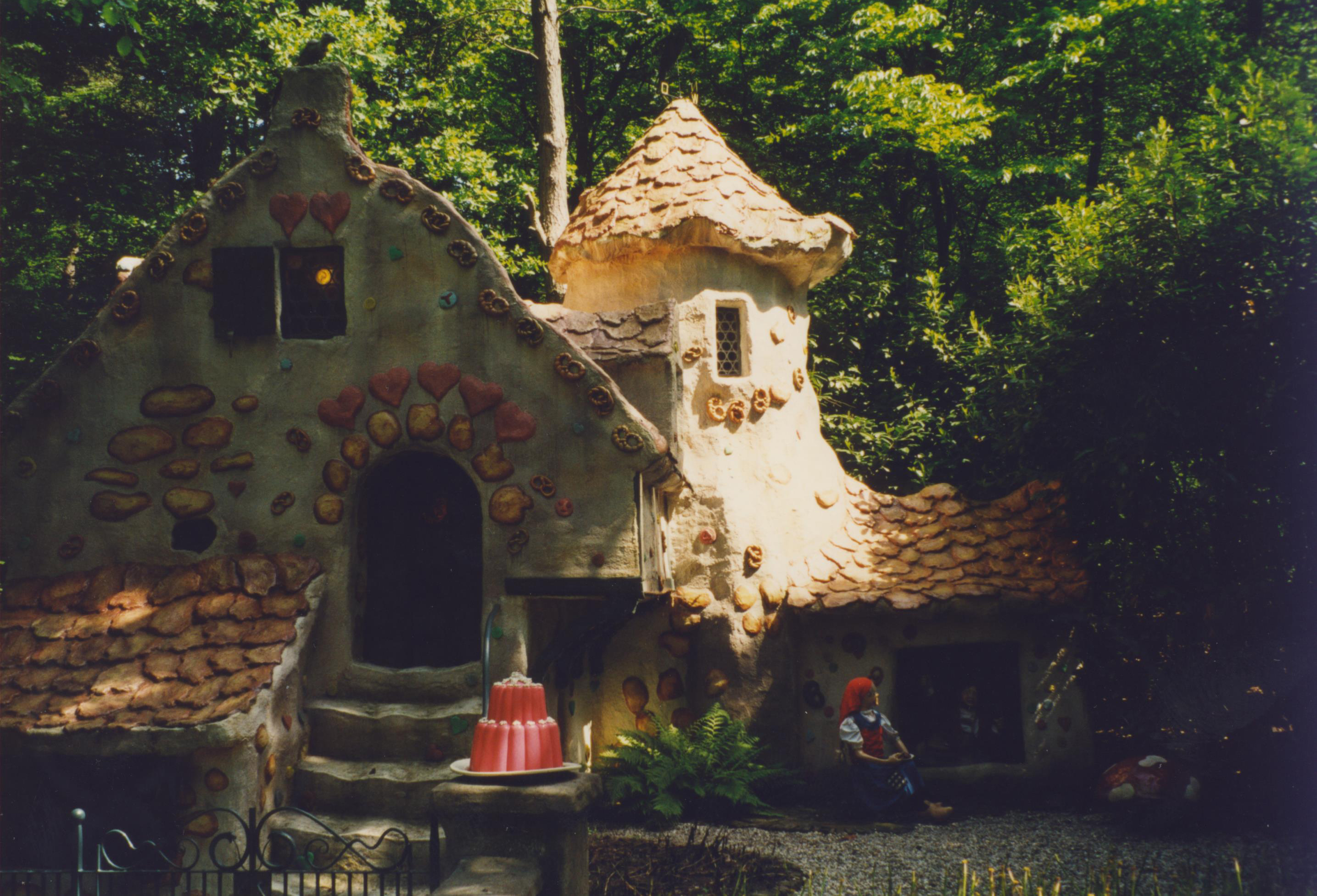
Het sprookje halverwege de jaren 90.

In 1972 werden de zwarte kat en het geluid van de vogel toegevoegd aan het kijktafereel. In een eerder ontwerp zou er een zwarte kat in de voortuin geplaatst worden, maar dit is later gewijzigd. Ook worden Hans en Grietje vervangen voor bewegende poppen en wordt de stem van de heks vervangen door die van Wieteke van Dort. De eerste stem was afkomstig van de dochter van Peter Reijnders.
In 2016 werd er onderhoud gepleegd aan het sprookje. Tijdens het onderhoud werden er geureffecten toegevoegd aan het tafereel. Ook werd de oven opnieuw opgebouwd en kregen Hans en Grietje een nieuw gezicht. Drie jaar later werd er onderhoud gepleegd aan de beplanting. Zo werd er een boom verwijderd en werden er perenbomen geplant. In 2024 kreeg het sprookje groot onderhoud. Hierbij werd het gehele woonhuis van de Heks gesloopt om opnieuw gebouwd te worden. De volledige renovatie kostte €800.000. Datzelfde jaar bracht de Efteling servies uit met schilderingen van het sprookje. Een paar jaar eerder werd in samenwerking met Luville al een miniatuur van het snoephuis uitgebracht. Later werd ook de oven die naast het huis staat uitgebracht als miniatuur.